# Barderup
Barderup (på ældre dansk også Bardrup) er en landsby beliggende syd for Flensborg i Sydslesvig. Administrativt hører Barderup under Oversø Kommune i Slesvig-Flensborg kreds i den nordtyske delstat Slesvig-Holsten. Barderup var en selvstændig kommune indtil marts 1974, hvor Barderup, Munkvolstrup og Sankelmark blev sammenlagt i Sankelmark Kommune, i marts 2008 blev Barderup endelig indlemmet i Oversø Kommune. I den danske periode indtil 1864 hørte landsbyen under Oversø Sogn (Ugle Herred, Flensborg Amt).
Stednavnet er første gang dokumenteret 1472. Stednavnet er afledt af personnavnet Barde, som står i forbindelse med enten kamp (urnordisk baðuwarður) eller skæg (oldnordisk barð). Barderup Øst er adskilt af motorvejen A 7/E45. Langs motorvejen blev der i 2012 etableret et solcelleanlæg. Syd for Barderup ligger Barderupmark.

## Sorte Vej
Nord for byen strakte sig en vej igennem mosen op til Simondys. Navnet kaldes for Sorte Vej eller Margretevej. Folkesagnet henfører navnet til Margrete den Sorte, men mere sandsynlig er, at der er ofte mørkt og tåget ved vejen. Der knyttes en del legender om den Sorte Vej. For eksempel siges at er kan høres dumpe lyd efter dronnings hestes hove, særligt i begyndende frostvejr.